# París-Tours 1926
La París-Tours 1926 fue la 21.ª edición de la clásica París-Tours. Se disputó el 2 de mayo de 1926 y el vencedor final fue el suizo Heiri Suter, que se impuso a su compatriota Kastor Notter. Este sería el primer triunfo de Suter. 

## Clasificación general[3]
|    | Ciclista              | Equipo    | Tiempo    |
| -- | --------------------- | --------- | --------- |
| 1  | Heiri Suter           | Olympique | 11h28'37" |
| 2  | Kastor Notter         | Olympique | m.t.      |
| 3  | Nicolas Frantz        |           | a 3'55"   |
| 4  | Joseph Curtel         | Automoto  | m.t.      |
| 5  | Julien Delbecque      | Amor      | m.t.      |
| 6  | Achille Souchard      |           | a 6'38"   |
| 7  | Leopold-Albert Matton |           | m.t.      |
| 8  | Gaston Rebry          |           | m.t.      |
| 9  | Leon Parmentier       |           | m.t.      |
| 10 | Albert Dejonghe       | JB Louvet | m.t.      |